# سلیمان کولیبالی
سلیمان کولیبالی (فرانسوی: Souleymane Coulibaly‎؛ زادهٔ ۲۶ دسامبر ۱۹۹۴) بازیکن فوتبال اهل ساحل عاج است.
از باشگاه‌هایی که در آن بازی کرده‌است می‌توان به تاتنهام هاتسپر، باری، پیتربورو یونایتد، نیوپورت کانتی، کیلمارنوک و الاهلی اشاره کرد.